# Olga Prieobrażenska (aktorka)
Olga Iwanowna Prieobrażenska (ros. Ольга Ивановна Преображенская; ur. 1881 w Moskwie, zm. 1971 tamże) – radziecka aktorka, reżyserka i scenarzystka.

## Wybrana filmografia
- 1930: Cichy Don (jako reżyserka)
- 1927: Wiejskie grzechy (jako reżyserka)
- 1923: Ślusarz i kanclerz (jako aktorka)